# Antonio De Lisio
Antonio De Lisio (1956) es un geógrafo y profesor universitario italiano-venezolano. Se destaca como investigador en las áreas de Planificación,Ecología, Ambiente y desarrollo sustentable. Fue director del Centro de Estudios Integrales del Ambiente (CENAMB) de la Universidad Central de Venezuela (1992-2009).

## Carrera
De Lisio es profesor titular de la Facultad de Arquitectura y Urbanismo y del CENAMB de la Universidad Central de Venezuela. Impartiendo las cátedras de “Teoría de la Arquitectura” en la Escuela Arquitectura Carlos Raúl Villanueva, y a nivel de postgrado “Perspectiva Ambiental del Desarrollo” en la maestría de Planificación Integral del Ambiente.
En 1992 pasó a ser director de CENAMB, cargo que ejerció hasta el 2009. Fue Secretario Ejecutivo de la Asociación de Universidades Amazónicas (UNAMAZ) entre los años de 1997 y 2000, y luego Secretario General entre el período de 2000 y 2003. En la actualidad es el presidente del Instituto Venezolano de Estudios Sociales y Políticos (Invesp) y es asesor de la comisión Mixta sobre el Arco Minero de la Asamblea Nacional de Venezuela. Es Miembro del Foro Latinoamericano de Ecología Política, Centro Regional de Investigaciones Económicas y Sociales (CRIES).
Obtuvo una licenciatura en Geografía en la Universidad Central de Venezuela (1979), una maestría en Ciencias del Ambiente en la Universidad de París VII (1985) y un doctorado en ciencias (mención: Acondicionamiento Ambiental) en la Universidad Central de Venezuela (1999).